# Hylodes asper
Hylodes asper är en groddjursart som först beskrevs av Müller 1924.  Hylodes asper ingår i släktet Hylodes och familjen Hylodidae. IUCN kategoriserar arten globalt som livskraftig. Inga underarter finns listade i Catalogue of Life.